# Cecilia Vega
Cecilia Vega, född den 2 februari 1977, är artistnamnet för en fransk porrskådespelare.  

## Utmärkelser
- 2009 Hot d'Or vinnare - Bästa franska kvinnliga skådespelare[3]
- 2009 AVN Award nominering – Best Sex Scene in a Foreign Shot Production - Ass Traffic 5[4]
- 2009 AVN Award nominering – Female Foreign Performer Of The Year[4]
- 2010 AVN Award nominering - Female Foreign Performer of the Year [5]
- 2010 AVN Award nominering - Best Group Sex Scene - The Brother Load[5]
- 2010 AVN Award nominering - Best Double Penetration Sex Scene - Slutty & Sluttier 9[5]